# PSD Bank

Logo

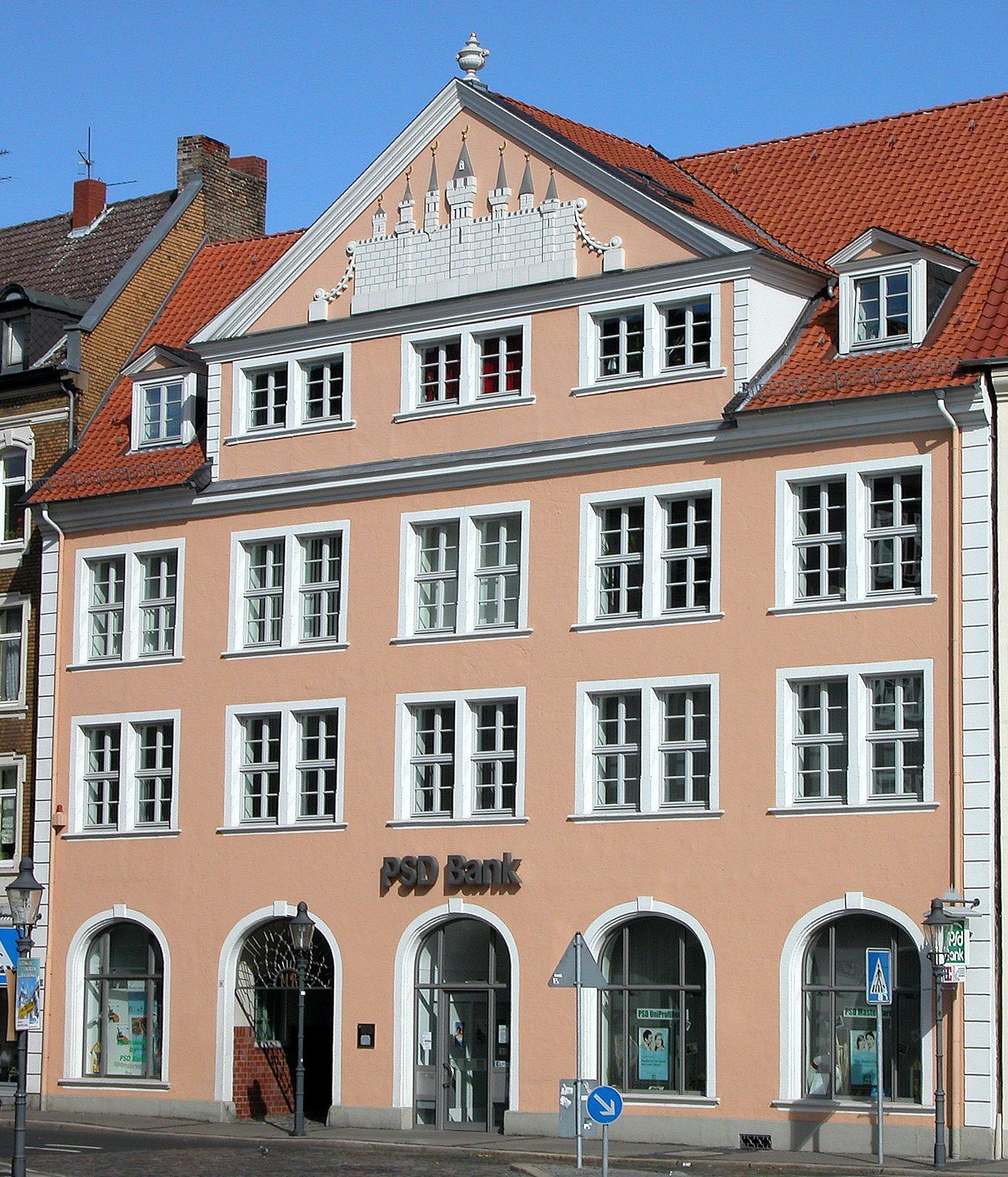
Hauptsitz der PSD-Bank Braunschweig am Altstadtmarkt 11 („Haus zu den sieben Türmen“ von Hermann Korb)

Die PSD-Bankengruppe (in eigener Schreibung ohne Bindestrich) besteht aus 12 jeweils rechtlich selbstständigen und unabhängigen Kreditinstituten in Deutschland. Das Geschäftsmodell der PSD-Banken ist eine Kombination aus regionaler Direkt- und Filialbank. Alle Dienstleistungen können per Internet, Telefon, E-Mail, Brief, Fax oder persönlich in einer Filiale erledigt werden. Das Kürzel PSD ergab sich aus dem früheren Namen Post-Spar- und Darlehnsverein. Die Post-Spar- und Darlehnsvereine erbrachten Finanzdienstleistungen ursprünglich ausschließlich für Postbedienstete und waren den Bezirken der früheren Oberpostdirektionen zugeordnet. Daher ist jede PSD-Bank bis heute ihrer Region besonders verbunden und agiert dort schwerpunktmäßig. Sämtliche PSD-Banken haben die Rechtsform der eingetragenen Genossenschaft (eG), sind also Genossenschaftsbanken. Die meisten PSD-Banken sind reine Privatkundenbanken. Nur die PSD Bank Berlin-Brandenburg eG bietet auch Konten für Selbstständige und juristische Personen (Unternehmen, Vereine) an. Bis auf eine Ausnahme betreiben heute alle 12 PSD-Banken das Universalbankgeschäft.
Die PSD-Banken gehören dem Verband der PSD Banken e. V. mit Sitz in Bonn an, der neben weiteren Dienstleistungen als Prüfungsverband für diese tätig ist. Alle Banken sind der Sicherungseinrichtung des Bundesverbandes der Deutschen Volksbanken und Raiffeisenbanken angeschlossen.

## Geschichte
Die Idee zur Gründung entstand 1872. Das Kaiserliche Generalpostamt regte am 4. Januar 1872 durch eine im Postamtsblatt veröffentlichte General-Verfügung des Generalpostmeisters Heinrich von Stephan die Gründung von „Spar- und Vorschussvereinen“ für Postbeamte an. Bereits im Januar und Februar 1872 kam es zur Gründung der ersten derartigen Vereine. In jedem Oberpostdirektionsbezirk bestand ein Spar- und Vorschussverein mit dem Oberpostdirektor an der Spitze. 1872 gab es insgesamt 35 Vereine mit 12.067 Mitgliedern und einem Vereinsvermögen von 388.170 Mark (entspricht heute etwa 3.500.000 EUR). Bis 1878 war die Mitgliederzahl auf 27.000 (fast die Hälfte des damaligen Personals) und das Vermögen auf 3.868.031 Mark (heutiger Gegenwert rund 34.900.000 EUR) angewachsen.
Wie aus dem Namen bereits hervorgeht, handelte es sich hierbei bis auf eine Ausnahme (Post-Spar- und Darlehnsgenossenschaft Saarbrücken) um Kreditinstitute in der Rechtsform des Wirtschaftlichen Vereins. 1879 erhielten sie Rechtsfähigkeit als Körperschaften mit fester Rechtsgrundlage durch staatliche Verleihung.
Die „Vorschussvereine“ firmierten 1903 in „Post-Spar- und Darlehensvereine (PSpDV)“ um.
Im Rahmen der Wiedervereinigung Deutschlands weiteten die an die neuen Bundesländer angrenzenden Post-Spar- und Darlehensvereine in Absprache ihre Geschäftsgebiete aus, so „übernahm“ etwa der PSpDV Frankfurt am Main (bisher für Hessen „zuständig“) die Betreuung des Gebietes Thüringens.
Bis etwa 1998 waren alle Post-Spar- und Darlehnsvereine keine Universalbanken, d. h., es wurden nicht alle Bankdienstleistungen angeboten. Auch konnten bis dahin nur Beamte und Angestellte der ehemaligen Deutschen Bundespost sowie deren Angehörige Kunde und Mitglied der Banken werden. Bis zu diesem Zeitpunkt wurde eng mit der Postbank bzw. deren Vorgängerinstitutionen, den Postscheck- bzw. Postgiroämtern, kooperiert. Auf diese Weise waren Postbedienstete in der Lage, ihr Girokonto bei der Post mit einem Dispositionskredit zu versehen, der seitens der Post nicht angeboten wurde.
Im Laufe der Jahre 1998/99 öffneten sich nach und nach alle der 21 Post-Spar- und Darlehnsvereine auch für Nicht-Postbeamte bzw. Nicht-Postangestellte. Bis auf den Post-Spar- und Darlehnsverein Hannover führten in diesem Zuge alle Vereine auch das Universalbankgeschäft (Führung von Girokonten, Wertpapierhandel etc.) ein. Wegen der rechtlich sehr „umständlichen“ Rechtsform des Vereins änderten die einzelnen Post-Spar- und Darlehnsvereine nach und nach auch ihre Rechtsform. So wurden die Vereine sukzessive in eingetragene Genossenschaften (eG) umgewandelt. Da nunmehr sowohl die Bezeichnung „Post“ als auch die Endung „verein“ im Namen der Banken nicht mehr zutraf, nahmen die ehemaligen Post-Spar- und Darlehnsvereine das bereits seit längerem im Sprachgebrauch übliche Kürzel „PSD“ an und nannten sich fortan nur noch „PSD Bank“.
In den darauf folgenden Jahren ab 2000 schlossen sich mehrere PSD-Banken zusammen. Zum Jahresende 2015 schied zudem die PSD Bank Niederbayern-Oberpfalz eG (ehem. PSD-Bank Regensburg eG) aus dem Verband der PSD-Banken e. V. und mithin aus der PSD-Bankengruppe aus. Im Jahr 2023 schied dann auch PSD Bank Westfalen-Lippe aus. Somit bestehen heute nur noch 12 der ursprünglich 21 PSD-Banken.
Die PSD-Banken sind Mitglied im Bankcard-Servicenetz der deutschen Genossenschaftsbanken.
Rechenzentrum und IT-Dienstleister der 12 PSD-Banken in Deutschland ist heute die Atruvia AG; zuvor war es das Rechenzentrum der Sparda-Banken in Nürnberg. Im August 2009 schlossen die PSD-Banken mit dem Finanzdienstleister Hypoport eine Kooperation zur Prozessoptimierung und der Entwicklung gemeinsamer Produkte.
Im Jahre 2015 erfolgte die bankengruppenweite Entscheidung für die Einführung der Videolegitimierung.

## Aktuelle PSD-Banken

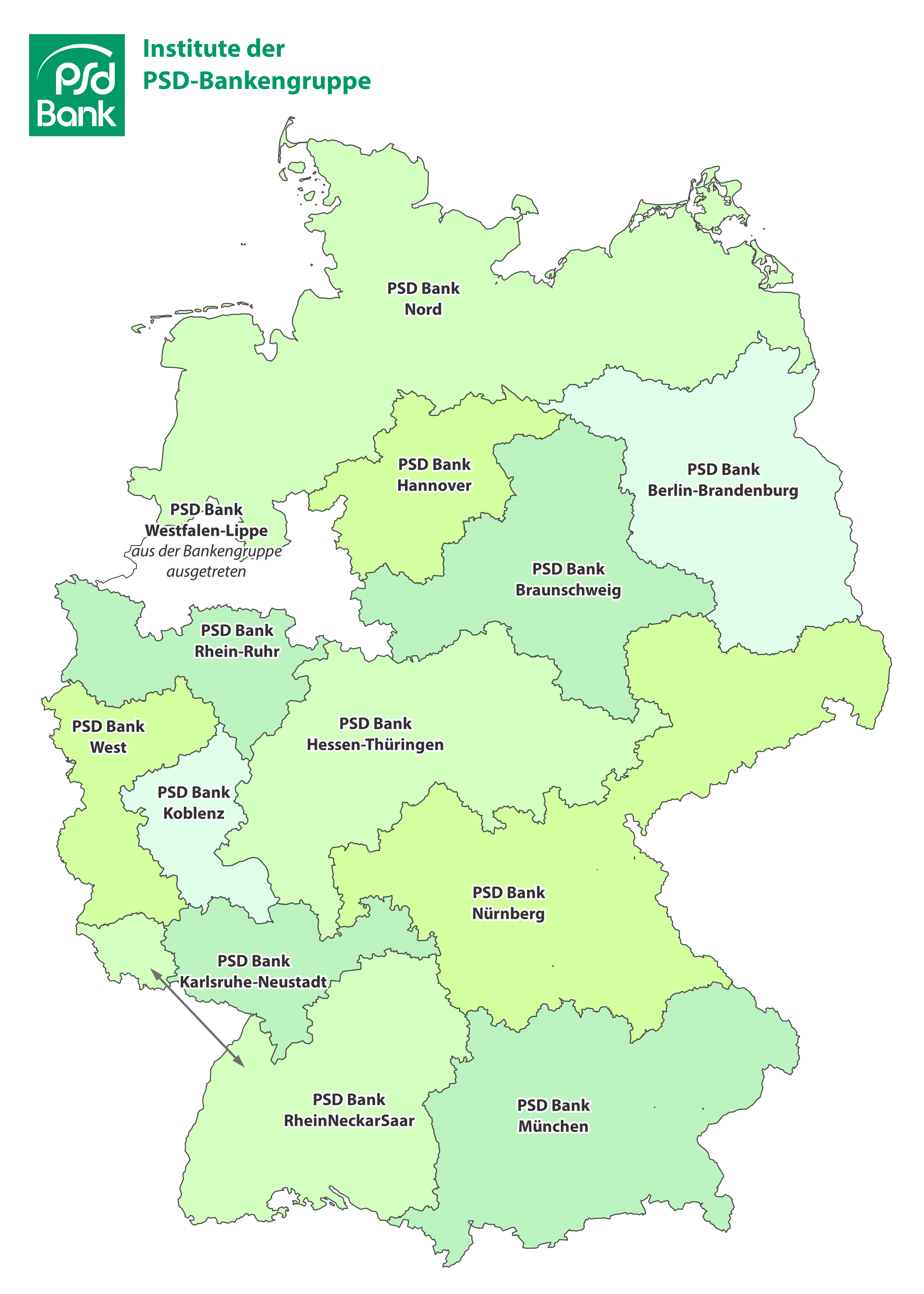
Institute der PSD-Bankengruppe

- PSD Bank Berlin-Brandenburg eG, Sitz Berlin
- PSD Bank Braunschweig eG, Sitz Braunschweig
- PSD Bank Hannover eG, Sitz Hannover
- PSD Bank Hessen-Thüringen eG, Sitz Eschborn (ehem. PSD-Bank Frankfurt am Main eG)
- PSD Bank Karlsruhe-Neustadt eG, Sitz Karlsruhe, entstanden aus
  - PSD Bank Karlsruhe eG, Sitz Karlsruhe
  - PSD Bank Neustadt eG, Sitz Speyer
- PSD Bank Koblenz eG, Sitz Koblenz
- PSD Bank München eG, Sitz Augsburg
- PSD Bank Nord eG, Sitz Hamburg, entstanden aus
  - PSD Bank Bremen eG, Sitz Bremen
  - PSD Bank Hamburg eG, Sitz Hamburg
  - PSD Bank Kiel eG, Sitz Kiel
- PSD Bank Nürnberg eG, Sitz Nürnberg
- PSD Bank RheinNeckarSaar eG, Sitz Stuttgart, entstanden aus
  - PSD Bank Saarbrücken eG, Sitz Saarbrücken
  - PSD Bank Stuttgart-Freiburg eG, Sitz Stuttgart, diese wiederum entstanden aus
    - PSD Bank Stuttgart eG, Sitz Stuttgart
    - PSD Bank Freiburg eG, Sitz Freiburg im Breisgau
- PSD Bank Rhein-Ruhr eG, Sitz Düsseldorf, entstanden aus
  - PSD Bank Dortmund eG, Sitz Dortmund
  - PSD Bank Düsseldorf eG, Sitz Düsseldorf
- PSD Bank West eG, Sitz Köln (ehem. PSD-Bank Köln eG), entstanden aus
  - PSD Bank Köln eG, Sitz Köln
  - PSD Bank Trier eG, Sitz Trier

## Ehemalige PSD-Banken
- VR Bank Niederbayern-Oberpfalz eG, Regensburg (ehem. PSD Bank Niederbayern-Oberpfalz eG, Austritt aus der PSD-Bankengruppe zum 31. Dezember 2015)
- VR Bank Westfalen-Lippe eG, Münster (ehem. PSD Bank Westfalen-Lippe eG, Austritt aus der PSD-Bankengruppe zum 14. April 2023)